# كوداكية غوليكوفية
كوداكية غوليكوفية (الاسم العلمي: Codakia golikovi) هي نوع من الرخويات تتبع جنس الكوداكية من فصيلة اللوسينات.